# Donna Haraway
Donna Haraway (Denver, 6 settembre 1944) è una filosofa e docente statunitense, capo-scuola della teoria cyborg, una branca del pensiero femminista che studia il rapporto tra scienza e identità di genere.

## Biografia
Nel 1966 si è laureata in zoologia e filosofia al Colorado College, mentre nel 1970 ha concluso un dottorato in biologia alla Yale University. Ha insegnato Teoria femminista e scienza tecnologica alla European Graduate School di Saas-Fee in Svizzera, e Teoria femminista e storia della scienza e della tecnologia nel dipartimento di Storia della coscienza dell'Università di Santa Cruz in California. Presso quest'ultima università è oggi professoressa emerita.

## La teoria del superamento dei dualismi
Il pensiero di Haraway è fondato sullo studio delle implicazioni della tecnologia e della scienza sulla vita degli esseri umani moderni. Secondo la studiosa statunitense, la cultura occidentale è sempre stata caratterizzata da una struttura binaria ruotante intorno a coppie di categorie come uomo/donna, naturale/artificiale, corpo/mente. Questo dualismo concettuale non è simmetrico, ma è basato sul predominio di un elemento sull'altro: nella tradizione occidentale sono esistiti persistenti dualismi e sono stati tutti funzionali alle logiche e alle pratiche del dominio sulle donne, sulla gente di colore, sulla natura, sui lavoratori, sugli animali: dal dominio cioè di chiunque fosse costruito come altro col compito di rispecchiare il sé. Haraway introduce quindi la figura del cyborg, che da invenzione fantascientifica diventa metafora della condizione umana. Il cyborg è al contempo uomo e macchina, individuo non sessuato o situato oltre le categorie di genere, creatura sospesa tra finzione e realtà: il cyborg è un organismo cibernetico, un ibrido di macchina e organismo, una creatura che appartiene tanto alla realtà sociale quanto alla finzione.
Questa figura permette di comprendere come la pretesa naturalità dell'uomo sia in effetti solo una costruzione culturale, poiché tutti siamo in qualche modo dei cyborg. L'uso di protesi, lenti a contatto, by-pass sono solo un esempio di come la scienza sia penetrata nel quotidiano e abbia trasformato la vita dell'uomo moderno. La tecnologia ha influenzato soprattutto la concezione del corpo, che diventa un territorio di sperimentazione, di manipolazione, smettendo dunque di essere inalterato e intoccabile. Se il corpo può venire trasformato e gestito, cade il mito che lo vede come sede di una naturalità opposta all'artificialità. Di conseguenza viene invalidato il sistema di pensiero occidentale incentrato sulla contrapposizione di due elementi antitetici, perché non possiamo più pensare all'uomo in termini esclusivamente biologici. Il cyborg è infatti una creatura né macchina né uomo, né maschio né femmina, situato oltre i confini delle categorie che siamo normalmente abituati a utilizzare per interpretare il mondo.
Queste riflessioni sono state espresse da Haraway soprattutto in due saggi che hanno influenzato fortemente lo sviluppo del pensiero femminista:
- Primate Visions: Gender, Race, and Nature in the World of Modern Science, New York and London: Routledge, 1989
- Simians, Cyborgs and Women: The Reinvention of Nature, London: Free Association Books and New York: Routledge, 1991

## Chthulucene
L'avvento di un'era da lei battezzata chthulucene potrà rappresentare l'uscita salvifica da un catastrofico antropocene, nel quale l'aumento eccessivo della popolazione mondiale potrà mutare in favore di un modello culturale teso verso la generazione di parentele, in un senso molto ampio, invece che di bambini, attraverso «decisioni intime e personali per creare vite fiorenti e generose senza mettere al mondo bambini».
Il libro ha anche rappresentato una grandissima influenza per il movimento Solarpunk. Quest’ultimo infatti pone al centro delle sue riflessioni un ottimismo radicale come strumento di organizzazione politica e innovazione tecnologica in senso ecologista. Valga a titolo d’esempio Biston Betularia di Maria Antónia Martí Escayol, in cui si fa addirittura esplicito riferimento allo Chthulucene: “la città, cresciuta durante lo chthulucene, si sta sciogliendo.”; e a Donna Haraway: “ci spruzziamo gli occhi con il nebulizzatore di realtà aumentata e a poco a poco si formano, sui nostri corpi, vaporosi vestiti di seta e nel salone appare un caminetto d’alabastro con motivi floreali, alcuni sostegni di terracotta con medaglioni di ceramica azzurrina di tipo romano e una libreria con graffiti marini che custodisce le opere della comunità umana classica, la quale, immaginandoci, ci ha reso possibili. achebe, boserup, carson, cavendish, crosby, georgescu-roegen, glacken, haraway, laozi, mendes, merchant, miyazaki, mumford, ostrom, tezuka, xiaoquiong…”

## Il cinema
In un articolo uscito su Cahiers du cinéma Alice Leroy scrive che Staying with the Trouble: Making Kin in the Chthulucene, apparso nel 2016 e tradotto in Francia nel 2020 col titolo di Vivre avec le trouble, Éditions des mondes a faire, è una delle analisi ecologiche più radicali in un panorama polarizzato tra soluzionismi tecnologici e fatalismi ansiogeni. Lo stesso articolo è dedicato al pensiero di Donna Haraway che dialoga segretamente col cinema individuando i confini tra l'umano e la natura e cercando nella fluidità dei loro contorni un'alternativa al contesto della catastrofe climatica. La scrittrice osserva che le storie cinematografiche, sia quelle mitologiche che quelle scientifiche, possono ben servire sia a mantenere l'ordine delle cose che a reinventarle. Tra i film in questione vengono citati e contestualizzati Okja di Bong Joon-ho, Sayonara di Kōji Fukada e La Fin de l'âge de fer di  Clément Schneider.

## Opere tradotte in italiano
- Donna Haraway, Manifesto cyborg. Donne, tecnologie e biopolitiche del corpo, Milano, Feltrinelli, 1995, ISBN 8807460017.
- Donna Haraway, Testimone-modesta@femaleman-incontra-Oncotopo. Femminismo e tecnoscienza, Milano, Feltrinelli, 2000, ISBN 88-07-46024-6.
- Donna Haraway, Compagni di specie: affinita e diversita tra esseri umani e cani, Milano, Sansoni, 2003, ISBN 88-383-4812-X.
- Donna Haraway, Chthulucene: sopravvivere su un pianeta infetto, Roma, NERO, 2019, ISBN 978-88-8056-044-9.
- Donna Haraway, Le promesse dei mostri. Una politica rigeneratrice per l'alterità inappropriata, Roma, DeriveApprodi, 2019, ISBN 978-88-6548-280-3.

## Premi e riconoscimenti
- American Book Awards: 1992 vincitrice con Manifesto cyborg[5]
- Premio Ludwik Fleck: 1999 vincitrice con Testimone-modesta@femaleman-incontra-Oncotopo. Femminismo e tecnoscienza[6]